# Erich Ludendorff
Erich Friedrich Wilhelm Ludendorff (n. 9 aprilie 1865, Kruszewnia⁠(d), Gmina Swarzędz⁠(d), voievodatul Polonia Mare, Polonia – d. 20 decembrie 1937, München, Germania Nazistă) a fost un ofițer în armata germană, activ în timpul Primului Război Mondial, învingător în bătălia de la Liège, și, alături de Paul von Hindenburg, învingător în bătălia de la Tannenberg. Între 1916-1918 a avut o influență puternică și pe plan politic, fiind un fel de „cancelar tainic” (din umbră) al Germaniei. A fost contra unei rezoluții de pace a parlamentului german, contra capitulării necondiționate a Germaniei și contra condițiilor de pace impuse de președintele american Woodrow Wilson, astfel că la 28 octombrie 1918 a fost destituit din funcția de comandă de împăratul Wilhelm al II-lea. Ludendorff susținea ideea că „armele germane” ar fi invincibile. După război el a devenit un idol al multor naționaliști germani, a participat în 1923 la puciul lui Hitler din München. A susținut, după 1926, în cadrul dreptei politice germane, o puternică luptă publicistică (propagandă) contra celor care (comuniști/marxiști, iezuiți, evrei), după părerea sa, cauzaseră pierderea războiului (Primul Război Mondial) și condițiile grele de pace impuse Germaniei.
În 1935 Adolf Hitler l-a vizitat fără înștiințare de ziua sa și i-a propus să fie ridicat la rangul de feldmareșal. Acesta nu a acceptat.